# 戈兰·布雷戈维奇
Goran Bregović（西里爾字母：Горан Бреговић，1950年3月22日—），譯作戈蘭·布雷戈維奇或哥倫·布雷高維克，是一位出身塞拉耶佛的音樂家。
1970年代，他因成為南斯拉夫搖滾樂團白色紐扣的核心人物而開始廣為人知。在該樂團解散後，他開始投入編作電影配樂；其中較知名的作品有電影《Time of the Gypsies》（1988年）、《亞歷桑納夢遊》（1993年）、《瑪歌皇后》（1994年）、《地下社會》（1995年）的配樂。